# Калмицькі Миси
Калми́цькі Ми́си (рос. Калмыцкие Мысы) — село у складі Поспєлихинського району Алтайського краю, Росія. Адміністративний центр та єдиний населений пункт Калмицько-Мисівської сільської ради.

## Населення
Населення — 1268 осіб (2010; 1572 особи у 2002 році).
Національний склад (станом на 2002 рік):
- росіяни — 94 %